# Ischnus virginalis
Ischnus virginalis är en stekelart som först beskrevs av Holmgren 1868.  Ischnus virginalis ingår i släktet Ischnus och familjen brokparasitsteklar. Inga underarter finns listade i Catalogue of Life.